# Roman Kamienik
Roman Kamienik (ur. 25 listopada 1920 w Furmanowie (powiat konecki), zm. 5 marca 1991 w Warszawie) – historyk, badacz historii starożytnej. 

## Życiorys

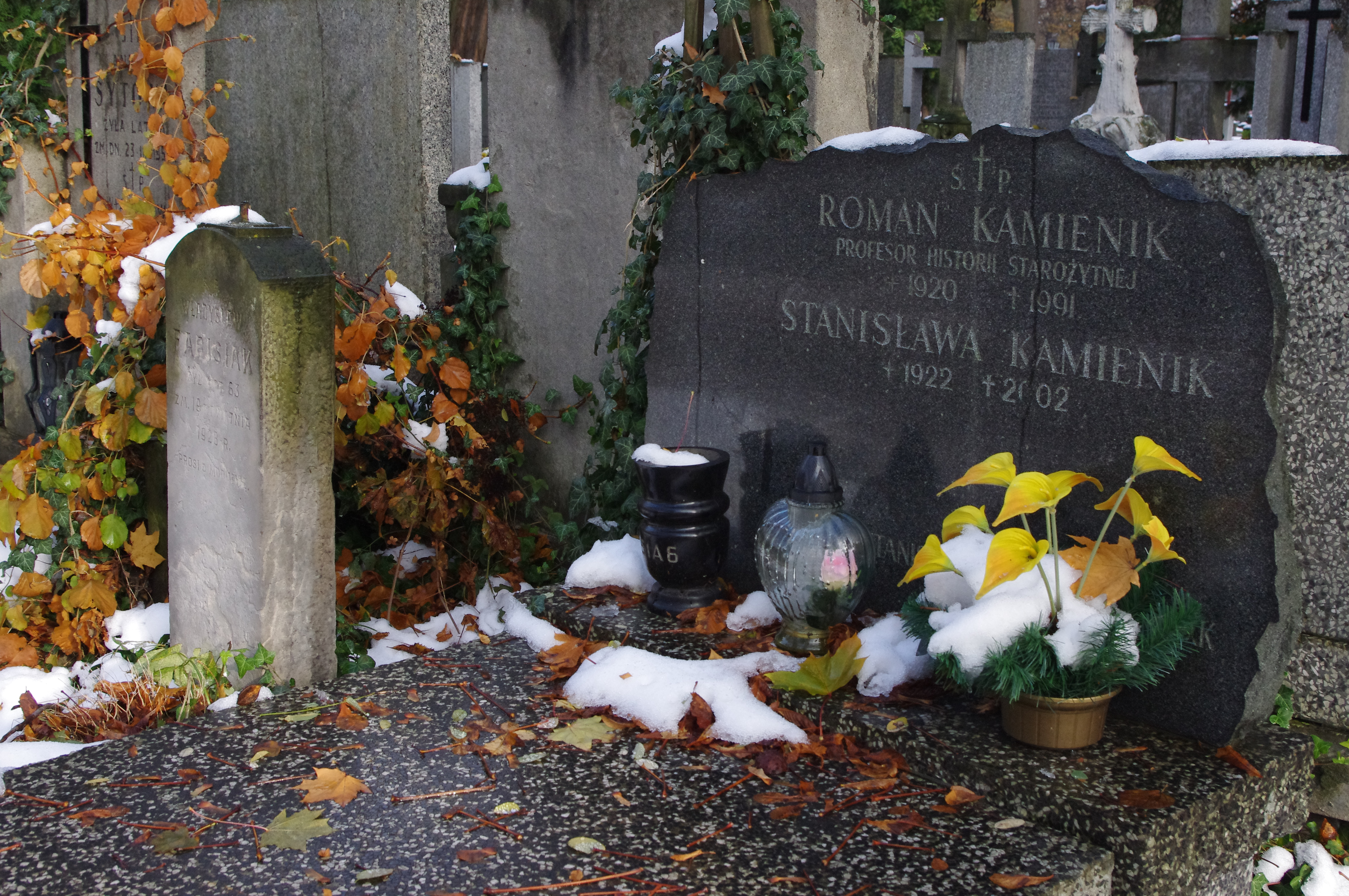
Grób Romana Kamienika na cmentarzu Bródnowskim w Warszawie

W 1939 ukończył Liceum Humanistyczne w Końskich. 
Podczas okupacji niemieckiej pracował na kolei i prowadził tajne nauczanie na Kielecczyźnie.
W 1946 podjął studia na Uniwersytecie Łódzkim, które ukończył w 1950 obroną pracy magisterskiej pt. Panujące poglądy na niewolnictwo w okresie cesarstwa rzymskiego, promotor: Marian Henryk Serejski. W 1950 rozpoczął pracę w Instytucie Kształcenia Kadr Naukowych (od 1954 Instytut Nauk Społecznych przy KC PZPR), gdzie w 1953 obronił pracę kandydacką (doktorską) pt. Zagadnienia upadku starożytnego Rzymu w historiografii burżuazyjnej w okresie ogólnego kryzysu kapitalizmu, promotor: Bronisław Krauze. Po 1956 pracował w Wojskowej Akademii Politycznej im. Feliksa Dzierżyńskiego oraz Wyższej Szkole Pedagogicznej w Warszawie. Od 1961 pracował jako docent na Uniwersytecie Marii Curie-Skłodowskiej w Lublinie, obejmując kierownictwo nowopowstałej Katedry Historii Starożytnej (do 1985). W 1974 otrzymał tytuł profesora nadzwyczajnego, a w 1985 tytuł profesora zwyczajnego. Zajmował się historią starożytnego Rzymu.
Roman Kamienik był członkiem Polskiego Towarzystwa Historycznego, Komitetu Nauk o Kulturze Antycznej PAN, Płockiego Towarzystwa Naukowego.
Zmarł w Warszawie, pochowany 14 marca 1991 na cmentarzu Bródnowskim (sektor 51A-6-32).

## Wybrane publikacje
- Starożytny Rzym, Warszawa 1957.
- Wojny domowe w Rzymie. Cz. 1, Od reform Grakchów do wybuchu wojny domowej w 49 r. przed n. e., Warszawa 1959.
- Dzieje starożytne, Lublin 1975.
- Studia nad powstaniem Spartakusa, Lublin 1984.
- Rubikon. Niektóre zagadnienia wojny domowej 49 roku przed naszą erą, Lublin 1987.

## Ordery i odznaczenia
- Krzyż Oficerski Orderu Odrodzenia Polski
- Krzyż Kawalerski Orderu Odrodzenia Polski
- Złoty Krzyż Zasługi
- Medal 10-lecia Polski Ludowej (24 stycznia 1955)[3]
- Medal Komisji Edukacji Narodowej
- Odznaka tytułu honorowego „Zasłużony Nauczyciel PRL”